# برج الکیفان، الجزایر
برج الکیفان (به عربی: برج الکیفان) شهری در استان الجزائر واقع در کشور الجزایر است که در سال ۱۹۹۸ میلادی ۹۸٫۱۳۵ نفر جمعیت داشته و جمعیت آن در سال ۲۰۰۵ میلادی به ۱۲۲٫۸۷۵ نفر رسیده‌است.